# Квадратен метър
Квадратен метър е единица за измерване на площ, равна на площта на квадрат със страна 1 метър. Международното означение на единицата е m2, официално прието и в България. В популярни издания се ползват също означенията м2 или кв. м.
В употреба са също други производни на метъра единици:
- 1 cm2 (квадратен сантиметър) = 0,01 m × 0,01 m = 0,0001 m2 (1 m2 = 10 000 cm2)
- 1 а (ар) = 10 m × 10 m = 100 m2 (1 da = 10 а, 1 ha = 100 a)
- 1 km2 (квадратен километър) = 1000 m × 1000 m = 1 000 000 m2